# 2069'
Albums de PLK
Enna
(2020) Chambre 140
(2024)
2069' est un EP du rappeur français PLK, sortie le 14 avril 2023 sous les labels Enna Music, Panenka Music et Wagram Music.

## Liste des pistes
| 1.  | POL-AK                   | PLK          | Bvker, Milo, Pinkman       | 1:43 |
| 2.  | Demain                   | PLK          | Boumidjal                  | 3:03 |
| 3.  | 10 minutes (feat. Dinos) | PLK, Dinos   | Nickhel, Pinkman, shadyboy | 2:32 |
| 4.  | Nouvelles                | PLK          | FREAKEY!, Senpaï Katchy    | 3:00 |
| 5.  | Cash                     | PLK          | Lucci                      | 2:40 |
| 6.  | 7/7 (feat. Kerchak)      | PLK, Kerchak | Boumidjal                  | 2:37 |
| 7.  | Pas de sentiments        | PLK          | Drayki, Pinkman            | 2:06 |
| 8.  | Pelo                     | PLK          | Camelkey1, Epon            | 1:57 |
| 9.  | Panama Bende             | PLK          | Pinkman, Uraken, Wess      | 2:57 |
| 10. | Décembre                 | PLK          | MehSah                     | 2:19 |

## Titres certifiés en France
- Demain  Diamant [1]
- 10 minutes (feat. Dinos)  Or [2]
- Nouvelles  Diamant [3]
- 7/7 (feat. Kerchak)  Or [4]
- Pelo  Platine [5]
- Décembre  Or [6]

## Clips vidéos
- Demain : 14 avril 2023
- 7/7 : 24 avril 2023
- Nouvelles : 25 mai 2023

## Classements et certifications

### Ventes et certifications
| Région        | Certification | Ventes/Streams |
| ------------- | ------------- | -------------- |
| France (SNEP) | Platine       | 100 000        |